# Тивье (Канталь)
Тивье́ (фр. и окс. Tiviers) — коммуна во Франции, находится в регионе Овернь. Департамент — Канталь. Входит в состав кантона Сен-Флур-Нор. Округ коммуны — Сен-Флур.
Код INSEE коммуны — 15237.
Коммуна расположена приблизительно в 430 км к югу от Парижа, в 85 км южнее Клермон-Феррана, в 60 км к востоку от Орийака.

## Население
Население коммуны на 2008 год составляло 142 человека.
| 1962 | 1968 | 1975 | 1982 | 1990 | 1999 | 2008 |
| ---- | ---- | ---- | ---- | ---- | ---- | ---- |
| 132  | 148  | 137  | 129  | 129  | 145  | 142  |

## Экономика
В 2007 году среди 92 человек в трудоспособном возрасте (15—64 лет) 81 были экономически активными, 11 — неактивными (показатель активности — 88,0 %, в 1999 году было 80,9 %). Из 81 активных работали 79 человек (41 мужчина и 38 женщин), безработными были 2 женщины. Среди 11 неактивных 4 человека были учениками или студентами, 5 — пенсионерами, 2 были неактивными по другим причинам.